# Lagarotis erythrocera
Lagarotis erythrocera là một loài tò vò trong họ Ichneumonidae.